# 性善院
性善院（せいぜんいん、享保4年（1719年） - 宝暦13年3月7日（1763年4月19日））は第6代仙台藩主伊達宗村の側室で第7代仙台藩主伊達重村や江戸幕府若年寄の堀田正敦の生母。実名は信子。称は与世。父は坂信之(正三郎)。
宗村との間に 寛保2年4月19日（1742年5月23日）に重村を儲けるなど4男5女を儲ける。享年45。院号は性善院。